# Grace Brown
Grace Mae Brown (20 de marzo de 1886 - 11 de julio de 1906) fue una trabajadora de una fábrica estadounidense cuyo asesinato causó sensación en todo el país, y cuya vida inspiró al personaje ficticio Roberta Alden en la novela de Theodore Dreiser, An American Tragedy, como también en la novela de Jennifer Donnelly, A Northern Light.
Los hechos del asesinato real se establecen en dos libros de no-ficción: Adirondack Tragedy: The Gillette Murder Case of 1906, escrito por Joseph W. Brownell y Patricia A. Wawezaszek, y Murder in the Adirondacks: An American Tragedy Revisited, por Craig Brandon.

## Vida y muerte
Brown creció en el sur de Otselic, Nueva York, hija de un exitoso agricultor del Condado de Chenango. Se le dio el apodo de "Billy" debido a su amor por la exitosa canción contemporánea "Won't You Come Home Bill Bailey"; Brown a menudo firmaría sus cartas de amor como "The Kid", una referencia al célebre forajido Billy the Kid. Asistió a la escuela primaria del pueblo, haciéndose amiga de la maestra, Maud Kenyon Crumb, y su esposo. En 1904, se mudó a la cercana Cortland para vivir con su hermana casada, y trabajó en la fábrica de la Compañía Gillette Skirt. Chester Gillette, el sobrino del propietario, se mudó a Cortland en 1905 y comenzó una relación romántica y con el tiempo sexual con Brown.
En la primavera de 1906, Brown se dio cuenta de que estaba embarazada de su amante y regresó con sus padres al sur de Otselic. Gillette se puso de acuerdo para llevarla a las Adirondack, aparentemente prometiéndole matrimonio - pero debido a que Brown empacó todo su guardarropa para el viaje mientras que Gillette sólo empacó una maleta pequeña, algunos historiadores modernos conjeturan que Gillette había prometido limitadamente llevar a Brown a un hogar para madres solteras en el estado de Nueva York.
Gillette y Brown fueron en tren y luego en autobús a Big Moose Lake en Hermiker County, Nueva York, donde el 11 de julio, fueron vistos remando en el lago. Se cree que Gillete golpeó en la cabeza a Brown con una raqueta de tenis, como resultado ella se cayó del bote y se ahogó. Gillette regresó solo, y dio diferentes explicaciones de lo que había ocurrido. El cuerpo de Brown fue encontrado al día siguiente, y Gillette fue arrestado en las inmediaciones de Inlet.
En el cuarto alquilado de Gillette, las autoridades confiscaron las cartas de amor de Brown a Gillette como evidencia. El fiscal de distrito George Ward leyó las cartas en voz alta ante el tribunal en el otoño de 1906, y las cartas de Brown le dieron al juicio atención nacional. Brown le rogaba a Gillette en las cartas para que aceptara la responsabilidad de su condición. En la última carta, escrita el 5 de julio, Brown esperaba su viaje inminente a las Adirondack con Gillette, y dijo adiós a su casa de infancia del sur de Otselic, deseando poder confesarle su embarazo a su madre: "Sé que nunca los volveré a ver. ¡Y mi madre! Cielos, ¡amo tanto a mamá! No sé lo que voy a hacer sin ella (...) A veces pienso si debería decírselo a mamá, pero no puedo. Ya tiene suficientes problemas, y no podría romperle el corazón de esa manera. Si regreso muerta, tal vez si ella no lo sabe, no estará enojada conmigo".
Las copias de las cartas de amor de Brown fueron publicadas en forma de folleto e incluso se llegaron a vender fuera de la sala del tribunal en Herkimer, Nueva York, durante el juicio. Theodore Dreiser colocó muchas de las frases de las cartas en An American Tragedy, citando la carta final casi palabra por palabra; sin embargo, ninguna de las versiones en película (la película de 1931 o la más conocida adaptación de 1951 A Place in the Sun) incorporaron las cartas. Jennifer Donnelly usaría muchas de las cartas en A Northern Light.
Gillette fue condenado y ejecutado en 1908 en la prisión Auburn en la silla eléctrica.